# 盧伊特波爾德王子 (巴伐利亞)
巴伐利亞的盧伊特波爾德王子（德語：Luitpold Prinz von Bayern，1951年4月14日—），巴伐利亞王室的後裔，目前是啤酒廠卡登堡酒業的執行長。
目前的巴伐利亞王室首領法蘭茲並無子女，而其弟馬克斯僅有女兒沒有兒子；因此盧伊特波爾德王子是巴伐利亞王位第二順位繼承人。

## 家庭
1979年，盧伊特波爾德與卡特琳·碧翠絲·魏甘德（Katrin Beatrix Wiegand）結婚，兩人共有3子2女：
1. 奧古斯塔（1979年出生）
2. 愛麗絲（1981年出生）
3. 路德維希（德语：Ludwig Prinz von Bayern）（1982年出生）
4. 海因里希（1986年出生）
5. 卡爾（1987年出生）